# Nazareno (Salta)
Nazareno é um município da província de Salta, na Argentina.